# 横井軍平
横井 軍平（よこい ぐんぺい、1941年〈昭和16年〉9月10日 - 1997年〈平成9年〉10月4日）は、日本の技術者、ゲームクリエイター。ゲーム業界に多大な貢献を行ったことから「ゲームの父」や「携帯ゲームの父」の異名で知られる。

## 人物
京都府京都市出身。同志社大学工学部電気工学科卒。
任天堂開発第一部部長として『ゲーム&ウオッチ』、『ゲームボーイ』、『バーチャルボーイ』等の開発に携わり、宮本茂と並んで任天堂を世界的大企業へと押し上げる原動力となった。

## 経歴

### 学生時代
趣味は鉄道模型で、小学3年生でOゲージを買ってもらい、中学2年生でHOゲージに転向、高校時代に完成させたレイアウト「SPライン（Sはsilk＝絹、Pはparasol＝傘、絹傘→きぬかさ→衣笠、当時の住所から使ったとのこと）」を専門誌『鉄道模型趣味』に投稿し、1958年1月号に掲載されている。その後進学した同志社大学でも鉄道同好会に在籍している。

### 任天堂入社
1965年、同志社大学工学部電気工学科卒業後、大手家電メーカーへの就職を希望していたが、成績不良によりいずれも就職試験に落ち、近所にあってなおかつ採用してくれたという理由で任天堂に入社する。当時の任天堂は京都の花札・トランプメーカーにすぎず、横井は工学部卒の入社第一号だったと言われている。
入社当初は電気主任技術者として電気設備機器の保守点検の仕事を任されていた。その際、暇つぶしで格子状の伸び縮みするおもちゃを作り遊んでいたところを社長の山内溥に見つかり、社長室に呼び出される。処罰を受けることを覚悟したが、山内の言葉は「それをゲーム化して商品化しろ」であり、物を掴めるように改良を加えて『ウルトラハンド』として商品化。ウルトラハンドはコピー品が出回るほどの大人気商品となる。
同作のヒットをきっかけに「開発課」が設置され、任天堂の玩具開発を担当することになる。当初、開発課は横井と経理担当の今西紘史の二人だけだったが、作品数が増加するにつれ人員も増加していった。

### 開発課としての玩具開発

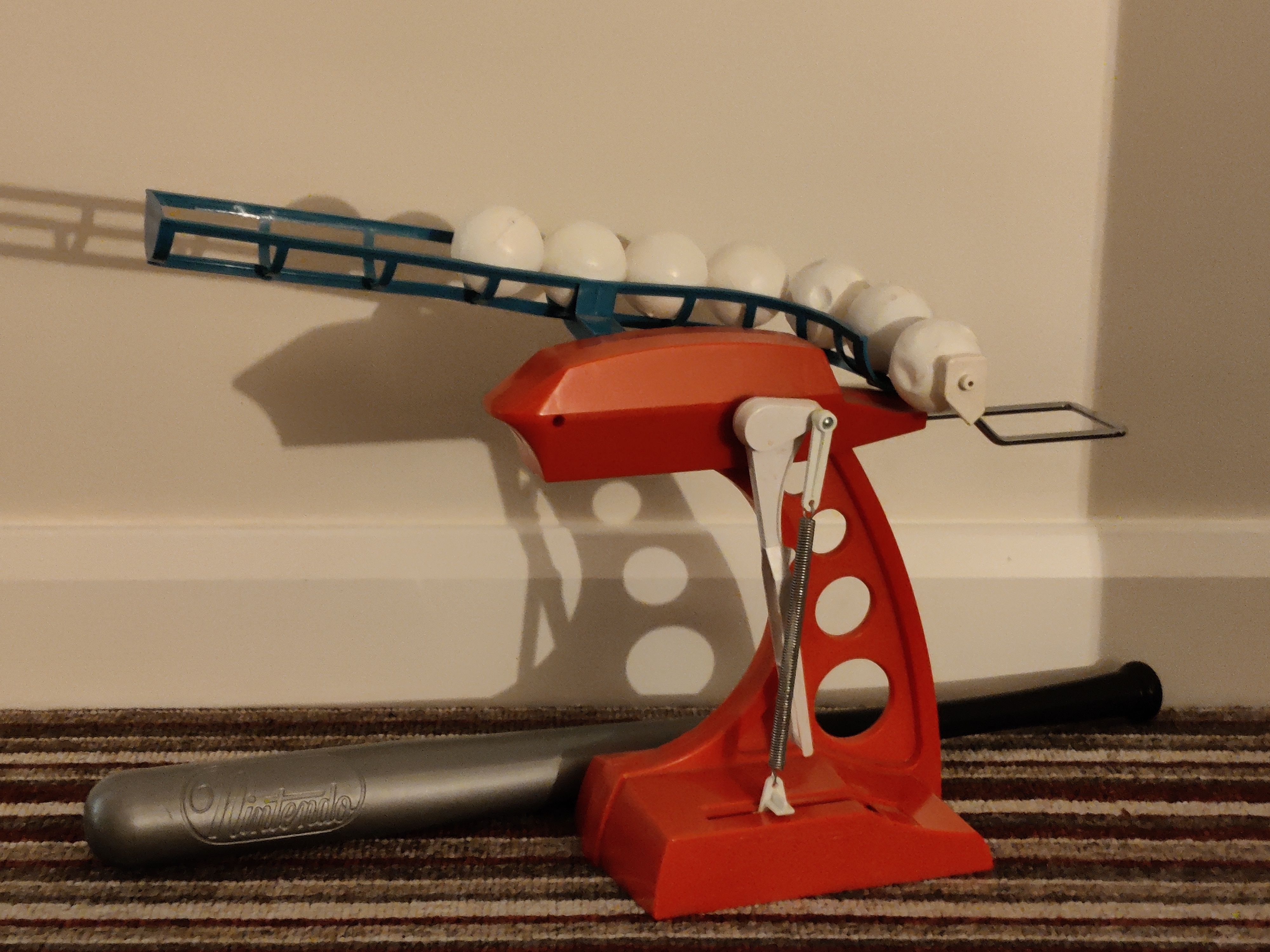
ウルトラマシン・デラックス

開発課時代に枯れた技術の水平思考を元に数多くの玩具を手掛け、主な作品に小型のピッチングマシーン『ウルトラマシン』、簡易版嘘発見器『ラブテスター』、射撃玩具『光線銃シリーズ』などがある。
『光線銃シリーズ』は大ヒットしたものの、不良品問題で儲けがほとんど出なかった。しかし、社長の山内が乗り気になり、『レーザークレーシステム』として積極的にアーケード展開をもくろむ。軌道に乗るかと思った矢先、オイルショックの影響で建設計画撤回が相次ぎ、横井には責任はないものの、任天堂が傾く程の赤字を出すことになった。
『レーザークレーシステム』は失敗に終わったものの、アーケード事業は継続され、ゲームセンター向けのエレメカを手掛けるようになる。その後、任天堂のアーケード事業はエレメカからコンピュータゲームに移行したため、横井は再び玩具開発に専念することになった。その時の主な作品として、ゲーム性を取り入れた掃除機『チリトリー』や『ルービックキューブ』に触発されて製作した立体パズル『テンビリオン』がある。

### 開発第一部としてのゲーム開発
1978年に開発課は分割され、横井は開発第一部の部長となり、1996年に退社するまで同部署の不動のエースとして活動した。なお、この頃から横井自身は主にアイディアを出す人になり、実際に技術面での開発に当たるのは岡田智を筆頭とした他の技術者という体制が取られた。横井はコンピューター嫌いであり、上村雅之曰く「（コンピュータ好きの僕とは）技術者としての道がおのずから別れていった」。
開発第一部は任天堂の携帯ゲーム機のハード・ソフト開発の部署として名前を変更した、他の部署が担当している仕事も平然とやってしまう遊撃手的存在でもあり、開発第二部が担当していた開発、据え置き型テレビゲーム機開発にも積極的に関わっていた。
Nintendo of America（任天堂のアメリカ現地法人）で在庫問題が起きた際に、任天堂本社で新しいゲームを誰に作らせるかというコンベンションが開かれることになった。その際に横井は、従来のようにハード側の人間ではなくソフト側の人間に作らせれば新しいゲームが出来るのではないか と考え、クリエイティブ課の宮本茂を推薦する。当時の宮本はいわゆる工業デザイナーでありソフト製作の実績は全くなかったが、これに応え、結果的に出来上がった『ドンキーコング』は世界的な大ヒットになり、またマリオというキャラクターを生みだすきっかけになった。部署の垣根を越えた人材活用路線は後の宮本に多大な影響を与えた（宮本が1990年代末に言っていた「会社内のクリエイティブ」がこの影響下にある）。
主に手掛けたゲーム機は『ゲーム&ウオッチ』、『ゲームボーイシリーズ』、『バーチャルボーイ』など。また、ゲーム&ウオッチ時代に「十字キー」を考案 し、これは後続の任天堂のテレビゲームのデファクトスタンダードになった。

### 退職と独立

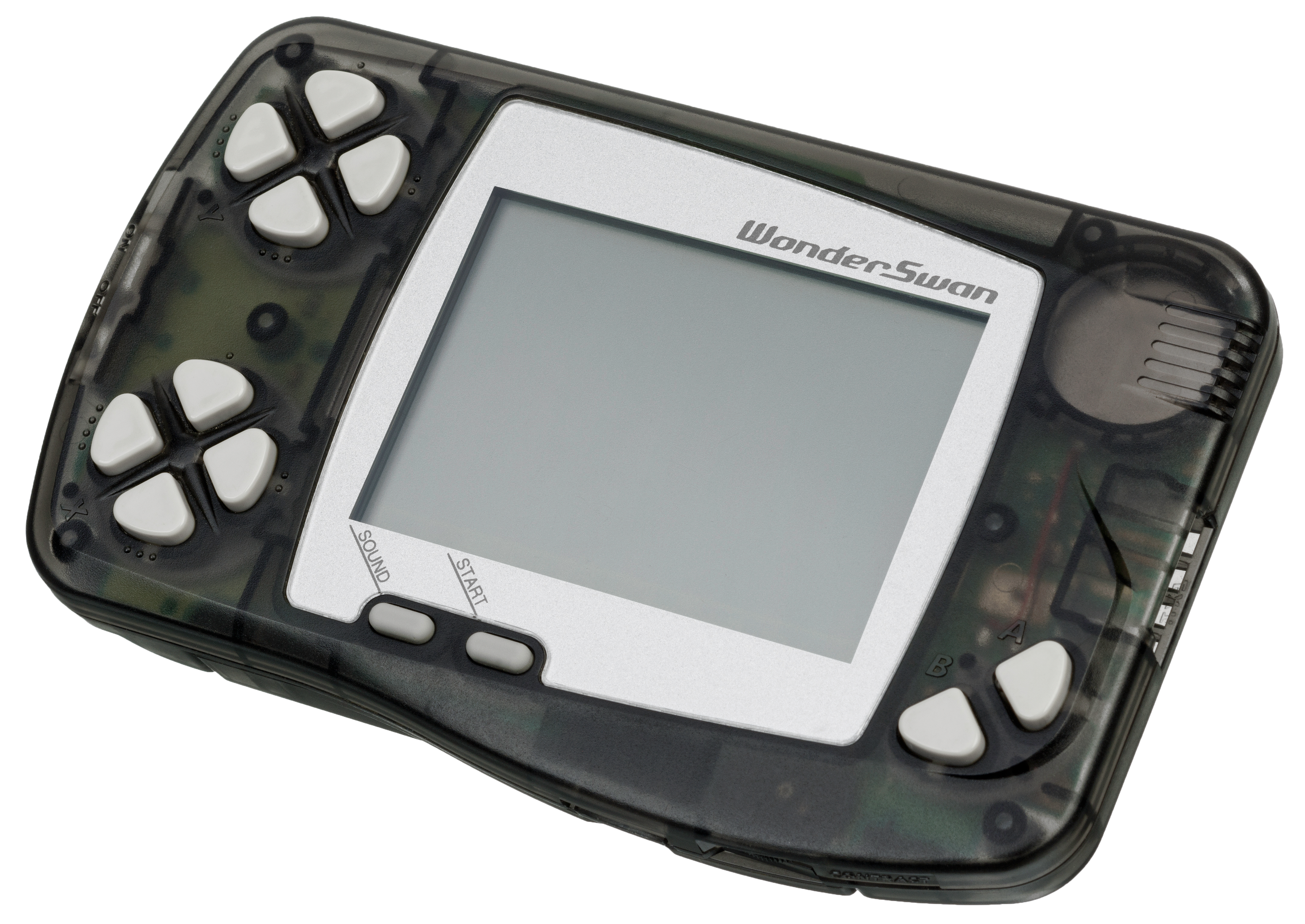
バンダイから発売された「ワンダースワン」。開発途中に死去。

1996年8月15日、任天堂東京支社（東京都台東区浅草橋）で行われた『NINTENDO64』の業界向け発表に出席した後、任天堂を退職。開発第一部部長の後任は出石武宏。
元々、「50歳を過ぎたら好きな事をする」と語っており、自主退社だったが、「バーチャルボーイの不振の損失の責任を取るために辞任」という報道があったため、横井は反論として『文藝春秋』1996年11月号で『私はなぜ任天堂を辞めたか』を執筆した。
退社後、より自分のやりたい商品開発を目指し、株式会社コトを設立。『くねっくねっちょ』等の携帯ゲームや玩具などを企画した他、『ワンダースワン』の開発にもアドバイザーとして参加。ワンダースワン用のパズルゲーム『GUNPEY』は横井の監修によるもので、ワンダースワン用ソフトとしてはかなりのヒット作となった。

### 交通事故により死去
独立から1年後の1997年10月4日、石川県能美郡根上町（後の能美市）の北陸自動車道上り線で、知人男性が運転していた車が前の軽トラックに追突する事故を起こし、その追突した軽トラックを動かすため車外へ出たところを後続の乗用車にはねられ、同日午後9時半に搬送された小松市民病院で外傷性ショックのため、56歳で死去した。
2003年にゲーム・デベロッパーズ・チョイス・アワードにおいて、Lifetime Achievement Award（特別功労賞）を受賞。

## 思想

### ヨコイズム
横井の開発商品は、コミュニケーション性が特徴である。大学時代に遊び人だった経験が活かされている。時としてそれが大ヒットを誘発する要因となる。
- ラブテスターは、男女が手を繋ぎ、愛情度を測るための玩具だが、開発の動機は「女性と気兼ねなく手を繋げる」というものだった。なお、機能や構造は嘘発見器の機能を簡易的に応用したものであり、この設計にも下記する「枯れた技術の水平思考」が使われている。
- コンピューター麻雀 役満は、2台繋げて人間同士でも対決できるボード型の麻雀ゲーム端末である。2人で線を繋いで対戦できなければしょうがないという横井の思想がある。
- ゲームボーイは削れる要素は削りに削ってコスト削減したが、発売当初は用途があまり重要ではなかった通信ポートを搭載した理由は、「あまりコストが跳ねないから、付けておけばなにか面白いゲームができるかもしれない」といった希望的観測によるものだった。これは後に、世界初のオリジナルモードとなる『対戦型テトリス』やプレイヤー間の通信がゲームの中心要素となった『ポケットモンスター』で本格的に日の目をみる。以降の携帯ゲーム機市場においても、ユーザー間通信が重要なファクターとなっている。
- ゲーム&ウオッチで初搭載した十字キーは、感触によって押している方向が手元を見なくても分かる。
- 1990年代半ばに「家庭用ゲーム機はアイデア不足。アイデア不足の逃げ道はCPU競争であり色競争しかないものだ」と、高性能化する家庭用ゲーム機を皮肉った。横井の死後のこととなるが、日本の市場はCPU競争が一段落した1990年代後半から大きく減速し、2000年以降のゲーム業界でのグラフィック重視の風潮やそれらの開発費の高騰が起こって大きな問題となっており、行き着く先を言い当てていたこととなる。
- 社内では、管理職も平社員も違う部署の人間でも会社で働く身同士、立場は対等であるという考えを貫いた。

これらのヨコイズムは、宮本の「万人向け」ゲームの開発など、任天堂のゲーム開発方針そのものにも大きな影響を与えている。

### 枯れた技術の水平思考
横井は「枯れた技術の水平思考」という独自の哲学を持ち、自作に反映していた。
「枯れた技術」は、「すでに広く使用されてメリット・デメリットが明らかになっている技術」のことで、「水平思考」（エドワード・デボノ提唱）は、「既存の概念に捉われず新しい角度から物事を見る」ということであり、要は「既存の技術を既存の商品とは異なる使い方をしてまったく新しい商品を生み出す」。結果的に開発コストを低く抑えることができるのが特徴。
射撃玩具『光線銃SP』が代表的な存在で、太陽電池を電池としてではなく、光に反応する性質に着目しセンサーとして使用。一方その光の発信源はというと豆電球といった次第である。
開発第一部が手掛けていた携帯ゲーム機においてもその哲学は反映されているが、その一方で前述の横井のコンピュータ嫌いがあり、「ハイテクが必要なわけではない。むしろ高価なハイテクは商品開発の邪魔になる」とローテク路線も取っていた。枯れた技術の水平思考とローテク路線が完全に噛み合ったのは『ゲームボーイ』においてであり、『ゲームギア』や『リンクス』といった他社の高性能の携帯ゲーム機を次々と葬っていった（なお、両者ともゲームボーイのローテクさを揶揄する比較広告を行っていた）。
低コスト路線は任天堂の据え置きゲーム機の開発でも取られ、開発第二部が手掛けていた据え置き型ゲーム機『ファミコン』や『スーパーファミコン』もこの方式で作られていた。しかし1990年代中盤、所謂「次世代ゲーム機戦争」において他社のハードが3D機能を目玉に大きくシェアを伸ばした頃から風向きが変わり始める。任天堂も他社ハードに対抗すべく3Dに対応した次世代機『NINTENDO 64』を開発する事になる。3D対応に際して、当時の最新技術を投入せざるを得なくなり、ファミコンカセットの特殊チップなどを開発していた開発第三部が64の開発に当たることになる。結果、64の開発は枯れた技術の水平思考やローテク路線という横井の開発方針から離れていくことになった。当時、横井は『NINTENDO64』を推進する宮本茂に対して「お前もそっちへ行くのか」とこぼしていたという。
横井は同時期にひとつの答えとして、枯れた技術の水平思考とローテク路線を貫いた3Dゲーム機『バーチャルボーイ』を開発したが、商業的に失敗に終わる（しかし、枯れた技術の水平思考→低コストが幸いして任天堂の業績にほとんど影響がなかった）。横井はその後、任天堂を退社した。

### 枯れた技術の水平思考とヨコイズムの「その後」
横井の退社後、『NINTENDO64』はゲーム開発が難しい点などからソフトが揃わず日本国内での普及に失敗する。日本市場で64が苦戦する一方、『ポケットモンスター』の大ヒットにより『ゲームボーイ』がコミュニケーションツールとして復権する事となる。
2000年代になり、任天堂は64の失敗から「数字主義、スペック主義からの決別」を謳った据え置き型ゲーム機『ニンテンドー ゲームキューブ』を発売する。この頃から任天堂は再び『枯れた技術の水平思考』と『ローテク路線』の2つへ舵を切る事になる。
そして、任天堂は2004年に携帯ゲーム機『ニンテンドーDS』を発売する。DSでは既存のゲーム機とは異なるタッチパネルを搭載。この機能を生かしたソフト『Touch! Generations』を次々と投入し、かつての『ゲームボーイ』時代のように性能で上回る『PlayStation Portable』を圧倒した。また据え置き型ゲーム機『Wii』では、性能で上回るXbox 360やPlayStation 3を尻目に、小型化・低消費電力化路線を図り、新しいコントローラーを導入しゲームプレイの差別化を行うなど、「遊び方」の変革で成功をおさめた。岩田は、DSやWiiが枯れた技術の水平思考に則ったものであると言及している。

## その他伝説・逸話
- 任天堂開発部長の時期には、筐体やパッケージのデザインにも携わっていた。これは、デザイン費用を軽減させるためでもあったが、印刷や筐体の発注をしていた当時の協力会社との取引を保つためでもあった。筐体のデザインは、手触りなどの使いやすさ、安全性などの他に、蒔絵の筆箱など日本の伝統工芸品も参考にしており、独自性を取り入れることを忘れなかった。横井軍平がデザインに携わったのは、初代『ゲームボーイ』から『NINTENDO64』までである。
- コンピューター嫌いではあったが、初代『ゲームボーイ』や『バーチャルボーイ』の試作機を自宅に持ち帰り、自ら分解や調整、確認を行っていた。
- ある時、左手が動かない男の子を持つ母親から「子供のために十字キーとABボタンの位置が左右逆のゲームボーイを作って欲しい」と懇願された手紙を見た横井は、「そんなの機械いじりの知識があれば簡単にできる事だから」と自ら改造し「会社には内緒で」と言い含めて男の子に改造品のゲームボーイを無償でプレゼントした。
- 小学三年生の男の子が交通事故に遭った際、自転車のカゴに入れていたゲームボーイが道路に叩きつけられて破損してしまい、母親が任天堂に修理を依頼したが、余りにもボロボロの状態だったので任天堂から壊れた原因を聞かれたため交通事故だと事情を話すと、任天堂からは「修理費用はいりません」と男の子にゲームボーイ本体が無償で届けられ、添えられた手紙には「◯◯君、車には気をつけてね　横井」と書かれてあったという。
- 実際の経験での感覚や感じたことをソフト開発、制作にも生かしてほしいという思いから、当時の任天堂本社（京都市東山区福稲上高松町、現：京都リサーチセンター）の屋上にあるテニスコートで宮本茂と試合をしたことがある。試合結果は横井の圧勝だった。
- 任天堂開発部長の頃に、鳥羽街道沿いにあるアパートの一階に二人で住んでいたソフト制作の社員の部屋を大掃除したこともある。
- 『バーチャルボーイ』開発中も自身の志との葛藤や任天堂開発部長としての苦悩をしており、一時的に不眠症にもなっていた。
- 横井軍平が『ゲームボーイポケット』のシルバーを持った写真は退社の当日、任天堂東京支社内で撮影されたものである。
- 任天堂の開発部長、株式会社コトの社長の時期ともにソフト制作会社、取引会社など、自ら現場に出向き交渉や調整を行うことも多かった（MOTHER2、ポケットモンスター 赤・緑の製作など多数）。

## 関与した作品
- ドライブゲーム （1966年 玩具）[6]
- ウルトラハンド （1966年[7] 玩具）[8]
- ウルトラマシン （1968年 玩具）[8]
- ラブテスター （1969年 玩具）[8]
- 光線銃SP （1970年 玩具）[8]
- N&Bブロック クレーター （1970年 玩具）[8]
- エレコンガ （1970年 玩具）[8]
- ウルトラスコープ （1971年 玩具）[8]
- 光線電話LT （1971年 玩具）[8]
- レフティRX （1972年 玩具）[8]
- タイムショック （1973年 玩具）[8]
- レーザークレー （1973年 業務用）[8]
- ワイルドガンマン （1974年 業務用玩具）[8]
- シューティングトレーナー （1974年 業務用）[8]
- ファッシネーション （1974年 業務用）[8]
- EVRレース （1975年 アーケードゲーム）[8]
- 光線銃カスタム （1976年 玩具）[8]
- EVRベースボール （1976年 アーケードゲーム）[8]
- バトルシャーク （1977年 業務用）[8]
- スカイホーク （1977年 業務用）[8]
- シーホーク （1977年 業務用）[8]
- カラーTVゲーム （1977年 ゲーム機）[8]
- ダックハント （1977年 玩具）[8]
- デッドライン （1977年 業務用）[8]
- ニューシュートングトレーナー （1978年 業務用）[8]
- コンピュータオセロ （1978年 アーケードゲーム）[8]
- テストドライバー （1978年 業務用）[8]
- ファンシーボール （1978年 業務用）[8]
- ブロックフィーバー （1978年 業務用）[8]
- チリトリー （1979年 玩具）[8]
- シェリフ （1979年10 アーケードゲーム）プロデューサー[8]
- モンキーマジック （1979年 アーケードゲーム）プロデューサー[8]
- スペースランチャー （1979年 アーケードゲーム）プロデューサー[8]
- テンビリオン （1980年 玩具）[8]
- ゲーム&ウオッチ （1980年4月28日 携帯型ゲーム機）[6]
  - ゲーム&ウオッチ・ワイドスクリーン（1981年 携帯ゲーム機）[8]
  - ゲーム&ウオッチ・マルチスクリーン （1982年 携帯ゲーム機）[8]
  - ゲーム&ウオッチ・カラースクリーン （1984年 携帯ゲーム機）[8]
- スペースファイアバード （1980年7 アーケードゲーム）プロデューサー[8]
- ヘリファイア （1980年9 アーケードゲーム）プロデューサー[8]
- レーダースコープ （1980年10 アーケードゲーム）プロデューサー[8]
- ドンキーコング （1981年7月9日 アーケードゲーム）プロデューサー[8]
  - ドンキーコングJR. （1982年 アーケードゲーム）プロデューサー[8]
  - ドンキーコング3 （1983年 アーケードゲーム）プロデューサー[8]
- スカイスキッパー （1981年8 アーケードゲーム）プロデューサー[8]
- ポパイ （1982年12 アーケードゲーム）プロデューサー[8]
- コンピューター麻雀 役満  （1982年）[8]
- マリオブラザーズ （1983年7月14日 アーケードゲーム）プロデューサー[8]
- ファミリーコンピュータ （1983年7月15日 ゲーム機）ハウジング及び十字キー[8]
- ポパイの英語遊び （1983年11月22日 ファミリーコンピュー）プロデューサー[8]
- ワイルドガンマン（英語版） （1984年2月e日 ファミリーコンピュータ+光線銃）プロデューサー[8]
- ダックハント （1984年4月21日 ファミリーコンピュータ+光線銃）プロデューサー[8]
- ホーガンズアレイ（英語版） （1984年6月12日 ファミリーコンピュータ+光線銃）プロデューサー[8]
- レッキングクルー （1984年8 アーケードゲーム）プロデューサー[8]
- バルーンファイト （1984年11 アーケードゲーム）プロデューサー[8]
- アーバンチャンピオン （1984年11月14日 ファミリーコンピュータ）プロデューサー[8]
- クルクルランド （1984年11月22日 ファミリーコンピュータ）プロデューサー[8]
- ファミリーコンピュータ ロボット （1985年7月26日 ファミリーコンピュータ周辺機器）[6]
  - ブロック （1985年 ファミリーコンピュータ+ロボット）[8]
  - ジャイロ （1985年 ファミリーコンピュータ+＋ロボット）[8]
- 10ヤードファイト （1985年8月30日 ファミリーコンピュータ）プロデューサー[8]
- メトロイドシリーズ
  - メトロイド （1986年8月6日 ファミリーコンピュータ） プロデューサー[6]
  - メトロイドII RETURN OF SAMUS （1992年1月21日 ゲームボーイ） プロデューサー
  - スーパーメトロイド （1994年3月19日 スーパーファミコン） ゼネラルマネージャー[6]
- 光神話 パルテナの鏡 （1986年12月19日 ファミリーコンピュータ） プロデューサー[9]
- ガムシュー （1987年 アーケードゲーム） - 海外展開のみ[6][8]。
- 中山美穂のトキメキハイスクール （1987年 ファミリーコンピュータ）プロデューサー[8]
- ファミコン探偵倶楽部シリーズ
  - ファミコン探偵倶楽部 消えた後継者 （前編1988年4月27日 後編1988年6月14日 ファミリーコンピュータ） プロデューサー[6]
  - ファミコン探偵倶楽部PartII うしろに立つ少女 （前編1989年5月23日 後編1989年6月30日 ファミリーコンピュータ） プロデューサー[6]
- ファミコンウォーズ （1988年 ファミリーコンピュータ）プロデューサー[6]
- ファイアーエムブレムシリーズ[6]
  - ファイアーエムブレム 暗黒竜と光の剣 （1990年4月20日 ファミリーコンピュータ） プロデューサー
  - ファイアーエムブレム外伝 （1992年3月14日 ファミリーコンピュータ） プロデューサー
  - ファイアーエムブレム 紋章の謎 （1994年1月21日 スーパーファミコン） プロデューサー
  - ファイアーエムブレム 聖戦の系譜 （1996年5月14日 スーパーファミコン） プロデューサー
- ゲームボーイ（1989年 ゲーム機）
- スーパーマリオランド（1989年4月21日 ゲームボーイ） プロデューサー
- ドクターマリオ （1990年7月27日 ファミリーコンピュータ ゲームボーイ） プロデューサー[6]
- ソーラーストライカー（1990年1月26日 ゲームボーイ） プロデューサー[6]
- ヨッシーのたまご （1991年 ファミリーコンピュータ ゲームボーイ）[6]
- マリオペイント （1992年7月14日 スーパーファミコン+マウス） プロデューサー[8]
- スーパーマリオランド2 6つの金貨（1992年10月21日 ゲームボーイ） プロデューサー
- ヨッシーのクッキー （1992年11月21日 ファミリーコンピュータ ゲームボーイ） プロデューサー[6]
- スーパースコープ6 （1993年 スーパーファミコン＋スーパースコープ）[8]
- スペースバズーカ（1993年 スーパーファミコン＋スーパースコープ）プロデューサー
- ヨッシーのロードハンティング （1993年 スーパーファミコン＋スーパースコープ） プロデューサー[8]
- マリオとワリオ （1993年 スーパーファミコン+マウス） ゼネラルマネージャー[8]
- メタルコンバット（1993年 スーパーファミコン＋スーパースコープ） プロデューサー
- スーパーマリオランド3 ワリオランド (1994年1月21日 ゲームボーイ)  プロデューサー
- ワリオの森 (1994年2月19日 ファミリーコンピュータ)  プロデューサー
- テトリスフラッシュ （1994年 スーパーファミコン）プロデューサー[8]
- スヌーピーコンサート（1995年 スーパーファミコン） スペシャルサンクス
- バーチャルボーイ （1995年 ゲーム機）[8]
- マリオズテニス （1995年7月21日バーチャルボーイ) プロデューサー
- ギャラクティックピンボール （1995年7月21日バーチャルボーイ) ゼネラルマネージャー
- テレロボクサー （1995年7月21日バーチャルボーイ) ゼネラルマネージャー
- マリオクラッシュ （1995年9月28日バーチャルボーイ) プロデューサー
- パネルでポン （1995年10月27日 スーパーファミコン） プロデューサー
- バーチャルボーイワリオランド (1995年12月1日 バーチャルボーイ) プロデューサー
- カービィのブロックボール （1995年12月14日 ゲームボーイ） プロデューサー （宮本茂と共同）
- ポケットモンスター赤・緑（1996年2月27日 ゲームボーイ）
- ゲームボーイポケット （1996年 ゲーム機） - 任天堂所属での最後の作品[8]。
- くねっくねっちょ （1997年 携帯ゲーム機） - コト所属で製作の作品[8]。
- へのへの （1997年 携帯ゲーム機）[10] - コト所属で製作の作品[6]。
- GUNPEY （1999年 ワンダースワン） 監修 - コト所属で製作の作品。発売はバンダイ。

## 著作
- 横井軍平「おもちゃの中のエレクトロニクス」『電子通信学会誌』第66巻第8号、電子通信学会、1983年8月、782-785頁、NAID 40002549629。
- 横井軍平「なぜ私は任天堂を辞めたか」『文藝春秋』第74巻第13号、文藝春秋、1996年11月、372-380頁、NAID 40003424181。
- 横井軍平『横井軍平ゲーム館』牧野武文インタビュー・構成、アスキー、1997年6月。ISBN 9784893666963。
- 横井軍平、牧野武文『横井軍平ゲーム館returns ゲームボーイを生んだ発想力』フィルムアート社、2010年6月。ISBN 9784845910502。
- 横井軍平 著、草彅洋平・影山裕樹編 編『決定版・ゲームの神様 横井軍平のことば ものづくりのイノベーション「枯れた技術の水平思考」とは何か？』Pヴァイン・ブックス、2012年10月。ISBN 9784906700479。
- 横井軍平、牧野武文『横井軍平ゲーム館 「世界の任天堂」を築いた発想力』筑摩書房〈ちくま文庫〉、2015年8月。ISBN 9784480432933。

## 関連書籍等
- 「横井軍平氏（企画開発会社コト社長）――任天堂支えた企画屋、独立で次は何を生む」『日経ビジネス』第908号、日経BP社、1997年9月、134-136頁、NAID 40002806589。
- 木村立哉「競争のない世界、枯れた技術の水平思考――指と手のひらから世界へ」『ユリイカ』第38巻第6号、青土社、2006年6月、86-93頁、NAID 40007339923。
- 牧野武文『ゲームの父・横井軍平伝 任天堂のDNAを創造した男』角川書店、2010年6月。ISBN 9784048850582。
  - 牧野武文『任天堂ノスタルジー 横井軍平とその時代』（改題版）KADOKAWA〈角川新書〉、2015年6月。ISBN 9784041023747。